# Suore cappuccine del Sacro Cuore
Le Suore Cappuccine del Sacro Cuore sono un istituto religioso femminile di diritto pontificio: le suore di questa congregazione pospongono al loro nome la sigla S.C.d.S.C.

## Storia
Le origini della congregazione risalgono al 1886, quando a Messina il sacerdote Francesco Maria Di Francia rivestì dell'abito religioso le prime quattro aspiranti (tra loro Veronica Briguglio, ritenuta la cofondatrice); la data di fondazione viene però fatta coincidere con il trasferimento delle religiose a Roccalumera, avvenuto l'11 marzo 1897, per assumere la direzione dell'orfanotrofio femminile di Sant'Antonio .
L'istituto, aggregato all'Ordine dei Frati Minori Cappuccini dal 1º dicembre 1915, ricevette il pontificio decreto di lode il 4 marzo 1943 e l'approvazione definitiva della Santa Sede il 16 febbraio 1957.

## Attività e diffusione
Le suore si dedicano all'istruzione e alla cura della gioventù, specialmente di quella povera e abbandonata, in scuole, asili, educandati e convitti.
Oltre che in Italia, sono presenti in Colombia, Polonia, Slovacchia. La casa madre è in via Umberto I a Roccalumera; la sede generalizia, dal 1969, è in via Asterio a Roma.
Alla fine del 2008 la congregazione contava 224 religiose in 29 case.